# Siosa'ia Ma'ulupekotofa Tuita
Siosa'ia Ma'ulupekotofa Tuita (21 marzo 1951) è un diplomatico e politico tongano, marito della principessa reale Salote Mafile'o Pilolevu Tuita.

## Biografia

### Famiglia, studi e militare
Siosa'ia è nato nel 1951, figlio maggiore di Siosaia Aleamotu'a Laufilitonga (1920-1998), capo del clan di navigatori Fokololo 'oe Hau, e di Fatafehi Lapaha Tupou (1920-2001). Ha un fratello, due sorelle e attraverso sua madre è cugino paterno della regina Nanasipauʻu.
Frequentò la Wanganui Collegiate School e in seguito l'Università di Auckland, per completare gli studi al St Edmund's College presso l'Università di Oxford. Dal 1972 fu impiegato come traduttore all'ufficio del primo ministro fino al 1973. Il 7 settembre dello stesso anno venne nominato secondo tenente delle Guardie Reali. Raggiunse il grado di capitano.
Il 20 luglio 1976 sposò nella cappella reale di Nukuʻalofa la principessa Salote Mafile'o Pilolevu, unica figlia del re Taufa'ahau Tupou IV.

### Carriera

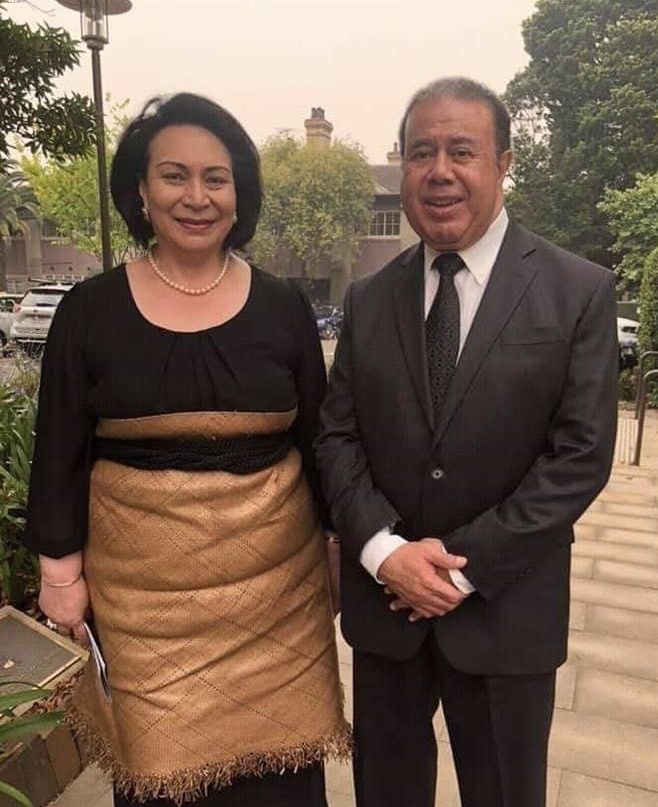
Salote e Siosa'ia nel 2019

Dal 1973 al 1978 lavorò in qualità di alto dirigente al Ministero degli Affari Esteri, finché non divenne segretario assistente per la durata di un anno. Dal 1979 servì come primo segretario a Londra e fece il consigliere per cinque anni dal 1980. Dal 1986 al 1989 fu nuovamente al Ministero nelle vesti di Vice Segretario e Capo del Protocollo, cariche che ricoprì una seconda volta nel 1997-1998.
Dal 1989 tornò nell'ambito diplomatico come Alto Commissario in Regno Unito fino al 1992, quando divenne Console Generale a San Francisco fino al 1996. Dal 1998 al 2002 fu il governatore di Vava'u. Il 9 dicembre 1998 è stato nominato successore di suo padre come capo dei Tuita. Fu per la prima volta ministro in quanto titolare del dicastero per l'Agricoltura dal 2002 al 2006.
Da allora fece da ministro delle Risorse Naturali e dell'Ambiente fino al 2010, anno in cui fu premier ad interim e tornò, per due anni, al ruolo di console a San Francisco. È membro a vita del Fasi Ma'ufanga Rugby Club.

## Discendenza
Siosa'ia Ma'ulupekotofa Tuita e Salote Mafile'o Pilolevu Tuku'aho hanno quattro figlie:
- Salote Lupepau'u Salamasina Purea Vahine Ari'i 'Oe Hau (John Radcliffe Hospital, Oxford, 14 aprile 1977), sposò il 10 giugno 2003 Matai 'Ulua i Fonuamotu (1972), lord Fusitu'a, e divorziarono nel 2008.[2] Il 17 luglio  2013 sposò Epi Taione.[2] Ha due figli:[2]
  - Phaedra Ana Seini Tupuveihola 'Ikaleti Olo 'i Fangatapu Fusitu'a, figlia avuta dal primo marito;
  - Reggie Kite 'i Mahina Taione, adottato con il secondo marito dopo che fu trovato abbandonato nella residenza della principessa Salote.
- Titilupe Fanetupouvava'u (1978), ha sposato Siaosi Kiu Tau-ki-Vailahi Kaho Tu'ivakano (1980) e hanno tre figli;[2]
- Frederica Lupe'uluiva Fatafehi 'o Lapaha (4 novembre 1983), il 10 agosto 2013 ha sposato Sione Mateialona Filipe e hanno una figlia:[2]
  - Latu’alaifotu'aika Fahina 'e Paepae Tiantian Filipe (12 ottobre 2014);
- Lupeolo Halaevalu Moheofo Virginia Rose (25 luglio 1986), ha sposato il 3 giugno 2016 Lopeti 'Aleamotu'a;

La coppia ha adottato un figlio:
- Fatafehi Sione Ikamafana Tānekinga 'o Tonga Tuku'aho (10 febbraio 1994).

## Titoli e trattamento
- 9 dicembre 1998 - attuale: Onorevole Lord Tuita

## Ascendenza
|                                     |                 |                                   | Genitori                    |  |  | Nonni |  |  | Bisnonni              |  |  | Trisnonni             |  |
|                                     |                 |                                   |                             |  |  |       |  |  | Tevita 'Unga Tangitau |  |  | Tevita Taufu'i'aevalu |  |
|                                     |                 |                                   |                             |  |  |       |  |  | Tevita 'Unga Tangitau |  |  | Tevita Taufu'i'aevalu |  |
|                                     |                 | Melesungu Fu'utoa                 |                             |  |  |       |  |  | Tevita 'Unga Tangitau |  |  |                       |  |
| ‘Isileli Tupou ‘Unga                |                 |                                   |                             |  |  |       |  |  | Tevita 'Unga Tangitau |  |  |                       |  |
|                                     |                 | Lisita Ate Taufu'-i-'aevalu Tuita | Sia'osi 'Ulukivaiola        |  |  |       |  |  |                       |  |  |                       |  |
|                                     |                 | Lisita Ate Taufu'-i-'aevalu Tuita | Sia'osi 'Ulukivaiola        |  |  |       |  |  |                       |  |  |                       |  |
|                                     |                 | Lisita Ate Taufu'-i-'aevalu Tuita | Lesieli Afuha'apai          |  |  |       |  |  |                       |  |  |                       |  |
| Siosaia Aleamotu'a Laufilitonga     |                 | Lisita Ate Taufu'-i-'aevalu Tuita |                             |  |  |       |  |  |                       |  |  |                       |  |
|                                     |                 | Siosiua Kalaniuvalu Fotofili      | Pita Fotofili               |  |  |       |  |  |                       |  |  |                       |  |
|                                     |                 | Siosiua Kalaniuvalu Fotofili      | Pita Fotofili               |  |  |       |  |  |                       |  |  |                       |  |
|                                     |                 | Siosiua Kalaniuvalu Fotofili      | Hulita Fusitu'a             |  |  |       |  |  |                       |  |  |                       |  |
| Luseane Haleavalu Mata'aho Fotofili |                 | Siosiua Kalaniuvalu Fotofili      |                             |  |  |       |  |  |                       |  |  |                       |  |
|                                     |                 | Amelia Leafa'itulangi             | Viliami Mahanga Kalaniuvalu |  |  |       |  |  |                       |  |  |                       |  |
|                                     |                 | Amelia Leafa'itulangi             | Viliami Mahanga Kalaniuvalu |  |  |       |  |  |                       |  |  |                       |  |
|                                     |                 | Amelia Leafa'itulangi             | Ungatea Kioa                |  |  |       |  |  |                       |  |  |                       |  |
| Siosa'ia Ma'ulupekotofa Tuita       |                 | Amelia Leafa'itulangi             |                             |  |  |       |  |  |                       |  |  |                       |  |
|                                     | George Tupou II | Siaosi Tuʻipelehake               |                             |  |  |       |  |  |                       |  |  |                       |  |
|                                     | George Tupou II | Siaosi Tuʻipelehake               |                             |  |  |       |  |  |                       |  |  |                       |  |
|                                     | George Tupou II | ʻElisiva Fusipala Taukiʻonetuku   |                             |  |  |       |  |  |                       |  |  |                       |  |
| Vīlai Tupou                         | George Tupou II |                                   |                             |  |  |       |  |  |                       |  |  |                       |  |
|                                     |                 | Tupou Moheofo                     | ʻIsileli Tupou              |  |  |       |  |  |                       |  |  |                       |  |
|                                     |                 | Tupou Moheofo                     | ʻIsileli Tupou              |  |  |       |  |  |                       |  |  |                       |  |
|                                     |                 | Tupou Moheofo                     | Lavinia Veiongo Mahanga     |  |  |       |  |  |                       |  |  |                       |  |
| Fatafehi Lapaha Tupou               |                 | Tupou Moheofo                     |                             |  |  |       |  |  |                       |  |  |                       |  |
|                                     |                 | Siosaia Pauʻuvale Loloaʻatonga    | Solome Kulikefu             |  |  |       |  |  |                       |  |  |                       |  |
|                                     |                 | Siosaia Pauʻuvale Loloaʻatonga    | Solome Kulikefu             |  |  |       |  |  |                       |  |  |                       |  |
|                                     |                 | Siosaia Pauʻuvale Loloaʻatonga    | Finau Fekita                |  |  |       |  |  |                       |  |  |                       |  |
| Tupouseini Manumatavai Vaea         |                 | Siosaia Pauʻuvale Loloaʻatonga    |                             |  |  |       |  |  |                       |  |  |                       |  |
|                                     |                 | Kalolaine Tongilava               | Filipe Taufa Tongilava      |  |  |       |  |  |                       |  |  |                       |  |
|                                     |                 | Kalolaine Tongilava               | Filipe Taufa Tongilava      |  |  |       |  |  |                       |  |  |                       |  |
|                                     |                 | Kalolaine Tongilava               | Seluvaia Tupouʻuluiki       |  |  |       |  |  |                       |  |  |                       |  |
|                                     |                 | Kalolaine Tongilava               |                             |  |  |       |  |  |                       |  |  |                       |  |